# مطار روبرتس
مطار روبرتس الدولي (إياتا: ROB، إيكاو: GLRB) هو مطار يخدم مونروفيا عاصمة ليبيريا.

## شركات الطيران
| شركـات طيـران           | الوجهات                                                                |
| ----------------------- | ---------------------------------------------------------------------- |
| إير كوت ديفوار          | مطار أبيدجان الدولي                                                    |
| إير بيس                 | مطار كوتوكا الدولي، مطار مورتالا محمد الدولي                           |
| أسكاي                   | مطار أبيدجان الدولي، مطار كوتوكا الدولي، مطار بانجول الدولي، مطار لومي |
| خطوط بروكسل الجوية      | مطار بروكسل الدولي                                                     |
| الخطوط الجوية الكينية   | مطار كوتوكا الدولي، مطار جومو كينياتا الدولي                           |
| الخطوط الملكية المغربية | مطار محمد الخامس الدولي                                                |

## الحوادث
- في 5 مارس 1967، اشتعلت النيران في طائرة تابعة لشركة فاريغ من دوغلاس دي سي-8 مسجلة PP-PEA ورقم 837 من روما-فيوميتشينو إلى مونروفيا بعد اقترابها الخاطئ من مونروفيا. توفي 51 من أفراد الطاقم بالإضافة إلى 5 على الأرض.[2][3]
- في 19 أبريل 1975، تعرضت طائرة تابعة لشركة طيران ليبيريا من طراز دوغلاس سي-47 سكاي ترين مسجلة EL-AAB لأضرار لا يمكن إصلاحها عند الإقلاع. نجا جميع الركاب البالغ عددهم 25 شخصًا.[4]